# Martin Allen
Pour les articles homonymes, voir Allen.
Ne doit pas être confondu avec Martin Allen (football).
Martin Allen (né en 1958) est un écrivain britannique, auteur de trois livres d'histoire.

## Biographie
Dans un livre publié en 2005, Martin Allen affirme, en s'appuyant sur des documents des archives nationales britanniques, que Himmler aurait été assassiné par les Alliés, thèse qui est soutenue par David Irving. Ce livre d'Allen est encore qualifié d'excellent ouvrage dans le Journal of Military History de juillet 2006. 
Quelques mois après la publication du livre, et à l'initiative du journal Telegraph, les responsables des archives nationales britanniques font expertiser par une spécialiste certaines pièces sur lesquelles s'appuie Allen. L'expertise conclut que plusieurs de ces documents sont des faux. Selon l'article publié à ce sujet par le Telegraph en juillet 2005, rien ne suggère que Martin Allen ait été de mauvaise foi en utilisant ces sources falsifiées.
Un autre faux est détecté parmi les documents lui ayant servi de source pour son livre (Le roi qui a trahi, Éd. Plon, 2000) sur la supposée trahison du duc de Windsor.
Les archives britanniques se sont abstenues de porter plainte en raison de l'état de santé de Martin Allen.

## Publications
- Himmler's Secret War: The Covert Peace Negotiations of Heinrich Himmler, Da Capo Press, 2005,  (ISBN 978-0786717088)
- The Hitler/Hess Deception : British Intelligence's Best-Kept Secret of the Second World War, HarperCollins UK, 2004,  (ISBN 978-0007141197)
- Hidden Agenda: How the Duke of Windsor Betrayed the Allies, M. Evans and Company, Inc.; 1st Am. ed. edition, 2002,  (ISBN 978-0871319937)